# دهستان توری (شهرستان پارنو)
دهستان توری (به لاتین: Tori Parish) یک دهستان در استونی است که در شهرستان پارنو واقع شده‌است. این دهستان در ژانویه ۲۰۲۰ میلادی ۱۱۸۷۹ نفر جمعیت داشته‌است.